# José Aparicio
Pour les articles homonymes, voir Aparicio.
José Aparicio est un peintre espagnol, né à Alicante le 16 décembre 1773, mort à Madrid le 10 mai 1838. Élève de Jacques-Louis David en 1799. Aparicio est le principal représentant du néoclassicisme en Espagne, on citera aussi comme artistes espagnols élèves de David: le sculpteur Don José Alvarez y Cubero, les peintres José de Madrazo y Agudo et Juan Antonio de Ribera.

## Œuvres

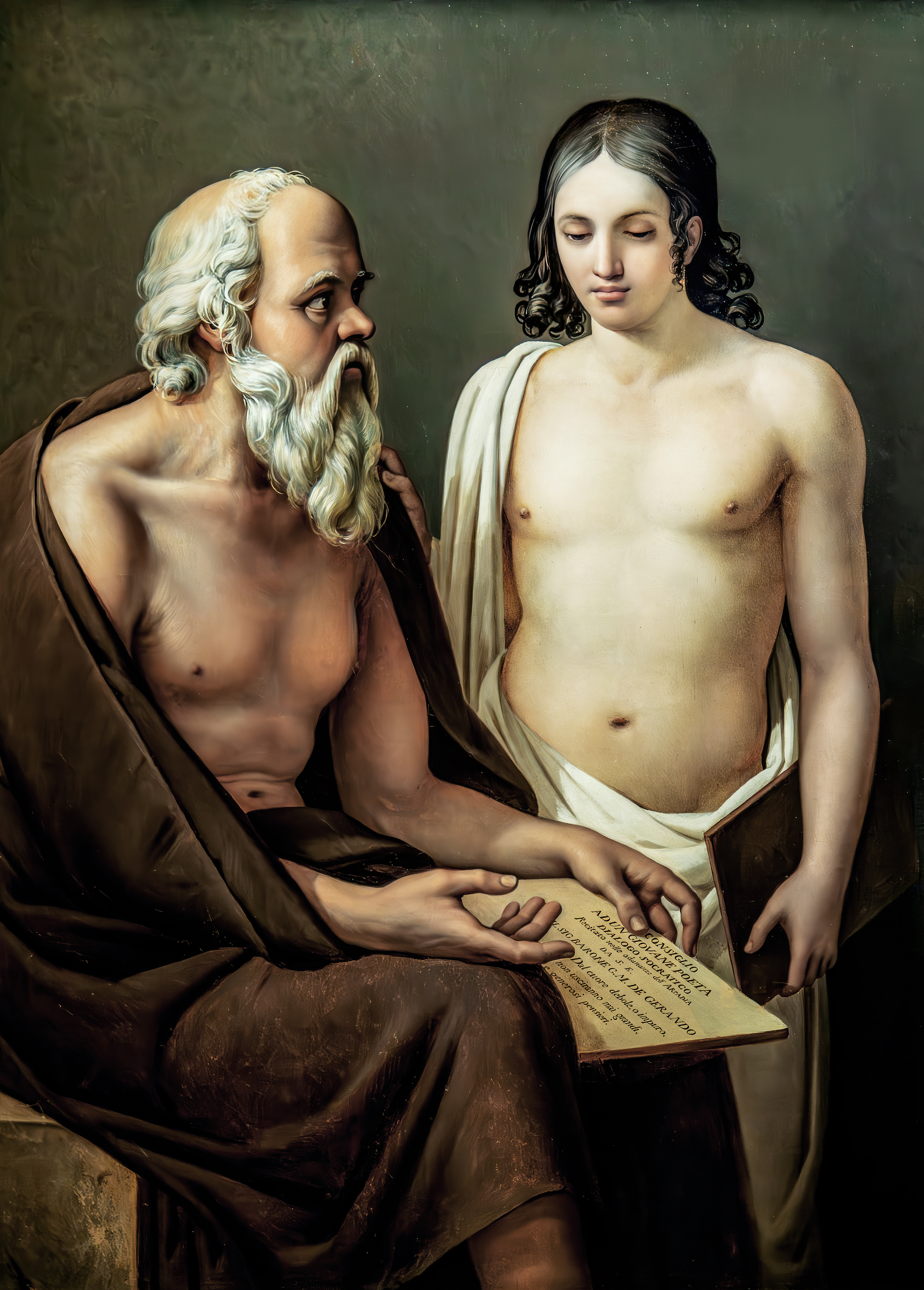
Socrate enseignant.

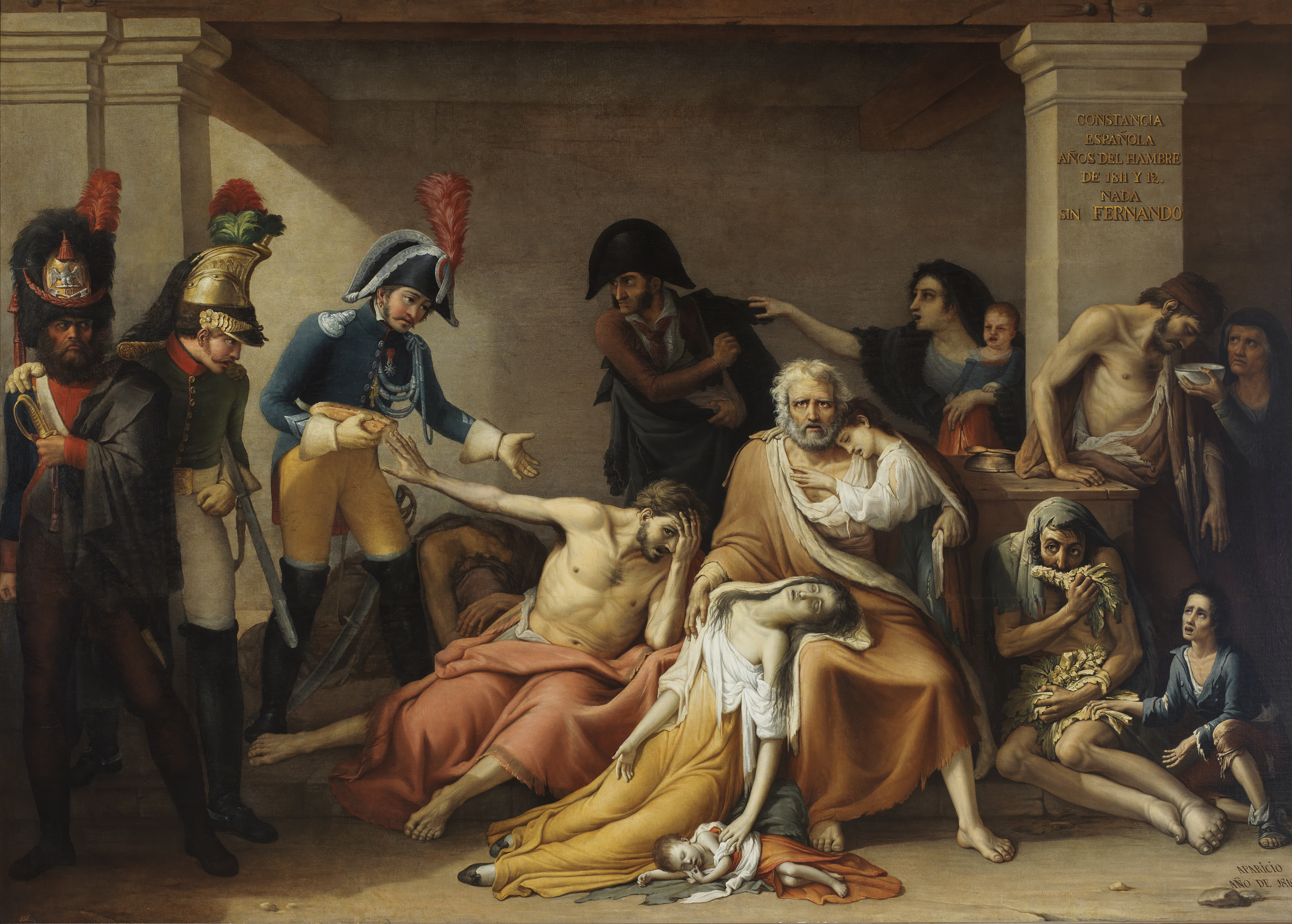
La faim à Madrid.

- Castres, musée Goya-Jaurés, Socrate enseignant, huile sur toile, 137 × 103 cm, signé et localisé, J.  Aparicio Roma, dépôt en 1960 du musée des Beaux-arts de Lyon.
- Madrid, musée municipal, La faim à Madrid.
- Paris, Académie nationale de Médecine, Épisode de la fièvre jaune à Valence, 1804.
- Salt Lake City, Utah museum of  fine Art, Portrait de Jean-Louis Reynier, 1806, huile sur toile, acheté grâce à The Marriner S. Eccles Foundation pour the Marriner S. Eccles Collection of Masterworks.